# 김기석 (1946년)
김기석(1946년 12월 5일~)은 대한민국의 정치인이다. 제17대 국회의원을 지냈다.

## 역대 선거 결과
|  | 46.65% |

|  | 5.93% |